# 760 a.C.
Il 760 a.C. (DCCLX a.C. in numeri romani) è un anno  dell'VIII secolo a.C.